# Melanie Andrée

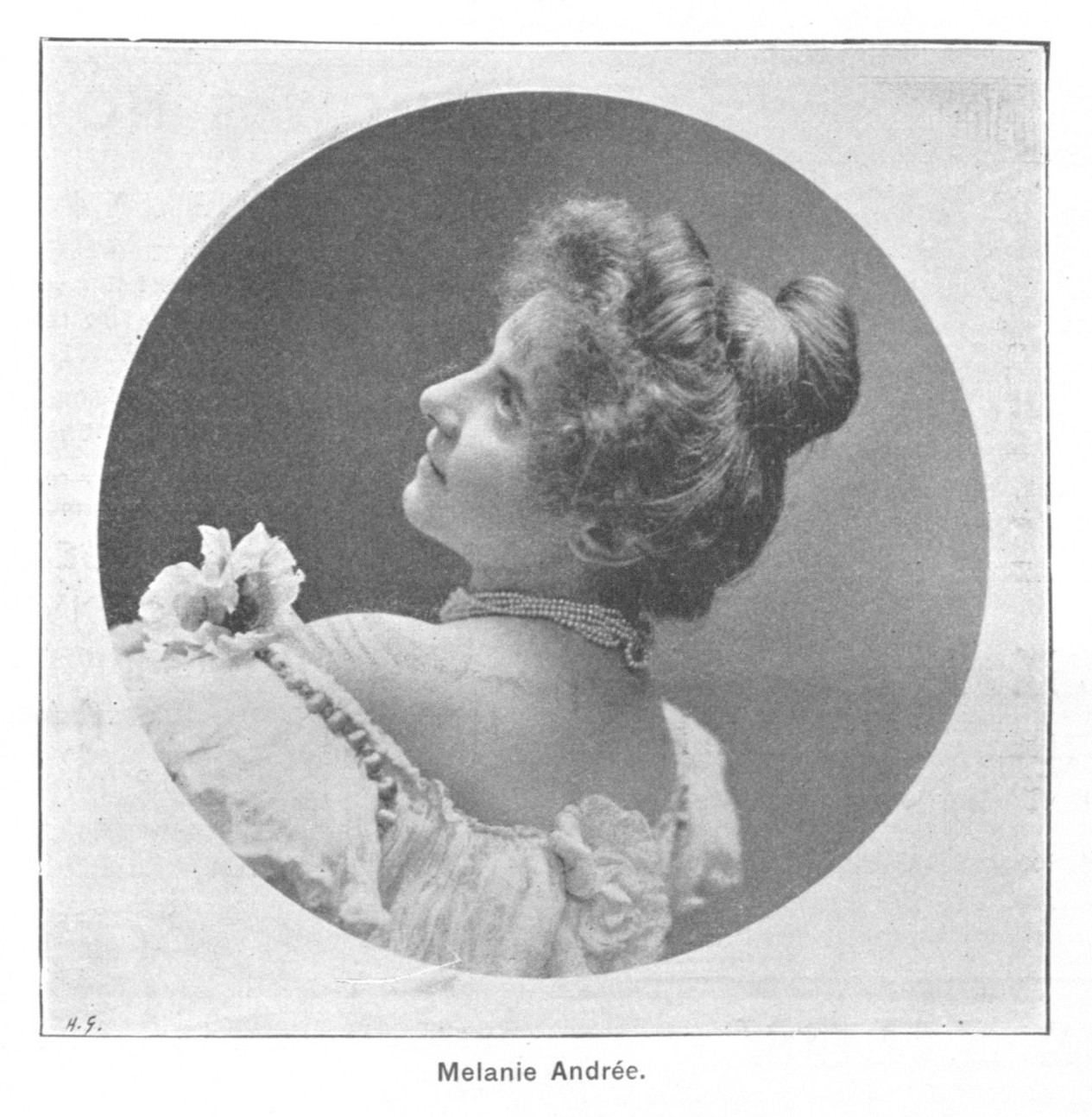
Melanie Andrée im Jahre 1900

Melanie Andrée (10. Dezember 1869 in Budapest – nach 1910) war eine Theaterschauspielerin und Opernsängerin (Sopran).

## Leben
Andrée war eine Schülerin des Kapellmeisters Johann Brandl. Sie begann ihre Bühnenlaufbahn als Schauspielerin in Böhmisch Leipa. Ihr zweites Engagement hatte sie am Theater an der Wien, wo sie von 1887 bis 1889 blieb. 1890 wechselte sie zum Carltheater. Dort fiel sie bald in Charles Weinbergers „Lachende Erben“ durch Gesang und Spiel auf. Nach drei Jahren verließ sie Wien und folgte einem Antrag an das Lindentheater in Berlin, kam dann ans Friedrich-Wilhelmstädtsche Theater und, nachdem sie vorübergehend in Innsbruck tätig gewesen war, trat sie 1899 in den Verband der Vereinigten Theater in München. Dort debütierte sie am Gärtnerplatztheater als „Mimosa“ in der Operette „Die Geisha“. In München hatte sie zudem das Ehrenpräsidium des Musikalisch theatralischen Vereins inne. Bis 1910 lebte sie noch in München, zuletzt in der Max-Joseph-Straße 1. Ihr weiterer Lebensweg ist unbekannt.
Melanie Andrée war mit dem Bankier Erich von Kriegsheim (1866–1903) verheiratet.